# Sites mégalithiques de la Creuse
Les sites mégalithiques de la Creuse correspondent principalement à des dolmens simples, construits en matériaux locaux, présentant une grande continuité architecturale avec ceux des départements voisins. L'insuffisance du matériel archéologique recueilli ne permet pas des datations précises ni le rattachement à une ou plusieurs cultures néolithiques particulières.

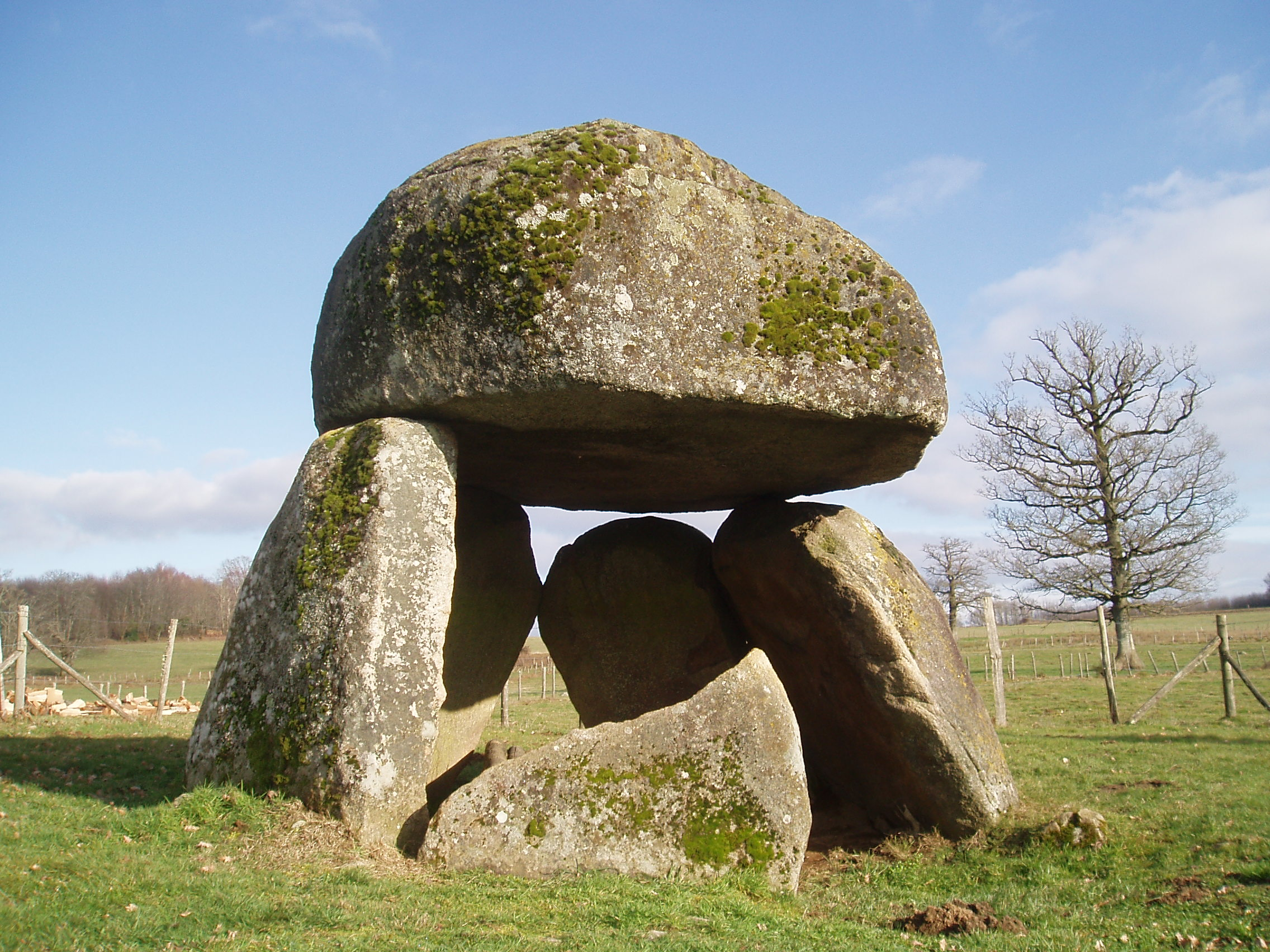
La Pierre Folle de de Saint-Priest-la-Feuille.

## Répartition géographique
| \| Guéret Aubusson \| Répartition géographique des mégalithes. · : dolmen - : menhir - : autre site mégalithique |
| Guéret Aubusson                                                                                                  |

La répartition des dolmens dans la Creuse s'apparente à un couloir d'environ 20 km de large traversant le département en diagonale du nord-ouest au sud-est. Bien que situés à proximité des cours d'eau, notamment ceux de la Creuse et de la Gartempe, les monuments n'ont pas pour autant été édifiés uniquement dans des vallées mais plutôt à une altitude moyenne (de 420 à 480 m d'altitude) dans des espaces ouverts, parfois sur des hauteurs, parfois sur des versants. On distingue ainsi deux ensembles géographiques : un premier groupe, correspondant aux rives de la Gartempe, incluant les dolmens de l'ouest du département, qui se prolonge dans le département de la Haute-Vienne et un second groupe, correspondant aux rives de la Creuse, qui se prolonge avec les édifices de l'ouest du Puy-de-Dôme. Même en tenant compte de la possibilité des destructions qui seraient survenues, on peut constater l'absence de nécropole mégalithique, en dehors de celle de Marsac.

## Architecture
A l'exclusion de deux édifices (Cabane de César, Pierre Cuberte), les dolmens de la Creuse sont très majoritairement des dolmens simples, de petites dimensions (1,20 à 3 m de longueur, 0,80 à 2 m de largeur), présentant une forte homogénéité avec les dolmens simples des départements voisins (Haute-Vienne, Indre), voire plus lointains (nord de la Dordogne, Charente). Les chambres funéraires sont généralement orientées autour d'un axe nord-est/sud-ouest mais pour de nombreux monuments, il est difficile de déterminer leur orientation en raison de leur état de délabrement. Les chambres sont de forme rectangulaire ou polygonale. Le système de fermeture a la plupart du temps disparu et demeure donc inconnu. Les orthostates sont de taille variable et ils sont parfois dressés dans le sens de la largeur. Les tables de couverture sont très variées, parfois totalement disproportionnées par rapport à leurs supports (Table des Chasseurs). Les tumulus sont en général de forme ronde, parfois ovale. Les matériaux de construction sont constitués par les roches locales, essentiellement granitiques et éventuellement volcaniques.

## Datation
La datation des dolmens est particulièrement difficile dans la mesure où les édifices ont été retrouvés avec une chambre funéraire en médiocre état, de plus la prédominance des sols acides n'étant pas favorable à la conservation des ossements, les datations au radiocarbone sont impraticables. La datation des menhirs est toujours problématique, et au cas particulier, beaucoup de monuments ont été qualifiés, à la fin du XIXe siècle/début XXe siècle, de "menhirs" sans aucun indice archéologique réel.

## Inventaire non exhaustif
| Nom                           | Commune                       | Remarque                                                               | Protection                            | Coordonnées                                             | Illustration |
| ----------------------------- | ----------------------------- | ---------------------------------------------------------------------- | ------------------------------------- | ------------------------------------------------------- | ------------ |
| Four des Fades                | Aulon                         | autre nom dolmen de Montboucher                                        | détruit                               |                                                         |              |
| Dolmen des Genêts             | Azerables                     | dolmen incertain                                                       | détruit au XIXe siècle                |                                                         |              |
| Menhir de la Croix du Genest, | Azerables                     |                                                                        | détruit                               |                                                         |              |
| Pierre Levée                  | Basville                      | dolmen                                                                 |                                       |                                                         |              |
| Antre des Fades               | Bénévent-l'Abbaye             | autres noms dolmen des Granges, Trois Pierres                          |                                       | 46° 07′ 48″ N, 1° 38′ 00″ E                             |              |
| Pierre de la Fade             | Blessac                       | autre nom Cabane des Fées                                              | Classé MH (1889)                      | 45° 57′ 49″ N, 2° 06′ 41″ E                             |              |
| Menhir de la Chaudure         | Champagnat                    |                                                                        |                                       | 46° 01′ 18″ N, 2° 16′ 26″ E                             |              |
| Menhir des Pereoux            | Champagnat                    |                                                                        |                                       |                                                         |              |
| Menhir du Pré-Redond          | Champagnat                    |                                                                        |                                       |                                                         |              |
| Pierre-Femme                  | Champagnat                    | menhir autres noms Pierre Sainte-Valérie, Femme morte                  | Classé MH (1910)                      | 46° 02′ 38″ N, 2° 14′ 28″ E                             |              |
| Pierre-Longue                 | Champagnat                    |                                                                        |                                       |                                                         |              |
| Dolmens du Masneuf            | La Chapelle-Saint-Martial     | 2 dolmens                                                              | Inscrit MH (1988) · Inscrit MH (1988) | 46° 00′ 44″ N, 1° 55′ 23″ E 46° 00′ 50″ N, 1° 55′ 29″ E |              |
| Pierre des Bergères,          | La Chapelle-Taillefert        | autre nom menhir du Chiroux                                            |                                       |                                                         |              |
| Dolmen d'Urbe                 | Crocq                         | autres noms Pierre Levée, dolmen de Saint-Alvard                       |                                       | 45° 51′ 13″ N, 2° 23′ 11″ E                             |              |
| Pierre de Landoras            | Faux-la-Montagne              | dolmen douteux,                                                        |                                       |                                                         |              |
| Cabane de César               | Felletin                      |                                                                        | Inscrit MH (1966)                     | 45° 52′ 37″ N, 2° 11′ 33″ E                             |              |
| Menhir de Feniers             | Féniers                       |                                                                        |                                       |                                                         |              |
| Les Fades                     | Flayat                        | autre nom dolmen de Chez-Sauty                                         | détruit                               |                                                         |              |
| Menhir de la Femme Morte      | Gentioux-Pigerolles           |                                                                        |                                       |                                                         |              |
| Menhir de Pierre Pointe       | Gioux                         |                                                                        |                                       | 45° 46′ 17″ N, 2° 08′ 07″ E                             |              |
| Dolmen de la Chadrolle        | Guéret                        | autre nom Pierre de la Demoiselle                                      |                                       | 46° 10′ 00″ N, 1° 52′ 17″ E                             |              |
| Dolmen de Peyrat              | Janaillat                     |                                                                        |                                       | 46° 04′ 03″ N, 1° 46′ 22″ E                             |              |
| Dolmen des Quatre Routes      | Marsac                        | autre nom dolmen du Poultot                                            |                                       | 46° 07′ 08″ N, 1° 34′ 19″ E                             |              |
| Dolmens des Trois Filles      | Marsac                        | 3 dolmens autre nom dolmens du Triat                                   | détruits                              |                                                         |              |
| Dolmens du Bois Neuf          | Marsac                        | 3 dolmens                                                              |                                       | 46° 07′ 16″ N, 1° 34′ 45″ E 46° 07′ 21″ N, 1° 34′ 47″ E |              |
| Dolmen de Champeyre           | Mérinchal                     |                                                                        | détruit en 1826                       |                                                         |              |
| Antre des Fades               | Mourioux-Vieilleville         | 3 dolmens                                                              | 2 détruits                            | 46° 04′ 21″ N, 1° 38′ 42″ E                             |              |
| Menhirs de Pécut              | Naillat                       | autres noms Pierre Berce, Pierre qui danse, Pierre des Fées2 menhirs   |                                       | 46° 15′ 58″ N, 1° 38′ 49″ E                             |              |
| Pierre Cuberte                | Naillat                       | autres noms Pierre Euberte, dolmen de Pécut, dolmen de la Valette      | Classé MH (1980),                     | 46° 17′ 25″ N, 1° 39′ 17″ E                             |              |
| Stèle de Néoux                | Néoux                         | stèle anthromorphe christianisée                                       |                                       | 45° 54′ 55″ N, 2° 15′ 37″ E                             |              |
| Dolmen de Lavaud              | Noth                          |                                                                        |                                       |                                                         |              |
| Menhir de Villesauveix        | La Nouaille                   |                                                                        |                                       | 45° 51′ 21″ N, 2° 04′ 56″ E                             |              |
| Menhir de Ménardeix           | Pionnat                       |                                                                        |                                       | 46° 09′ 29″ N, 2° 03′ 30″ E                             |              |
| Pierre Fade                   | Pionnat                       | 3 dolmens autres noms dolmens de Ménardeix                             | 2 détruits                            | 46° 09′ 28″ N, 2° 03′ 29″ E                             |              |
| Dolmen de Chaume Ronde        | Rougnat                       |                                                                        | ruiné                                 |                                                         |              |
| Dolmen de la Chadrolle        | Saint-Agnant-de-Versillat     | autre nom Pierre de la Demoiselle                                      |                                       | déplacé à Guéret 46° 10′ 00″ N, 1° 52′ 17″ E            |              |
| Pierre Peuplat                | Saint-Agnant-de-Versillat     | dolmen,                                                                | détruit à la fin du XIXe siècle       |                                                         |              |
| Menhir des Clides             | Saint-Amand-Jartoudeix        | autre nom Pierre de l’Ancienne Justice                                 |                                       | 45° 55′ 19″ N, 1° 39′ 04″ E                             |              |
| Dolmen de la Maison-Rouge     | Saint-Bard                    | douteux                                                                | ruiné                                 | 45° 54′ 00″ N, 2° 23′ 51″ E                             |              |
| Dolmen des Vergnes            | Saint-Étienne-de-Fursac       | incertain, autre nom dolmen de Beauvais                                | détruit vers 1890-1895                |                                                         |              |
| Dolmen des Bains              | Sainte-Feyre                  | autres noms : dolmen des Bains d'en Bas ou des Ganes                   | ruiné                                 |                                                         |              |
| Dolmen des Vilettes           | Saint-Fiel                    |                                                                        | détruit                               |                                                         |              |
| Pierrefitte                   | Saint-Germain-Beaupré         | menhir                                                                 | détruit en 1959                       |                                                         |              |
| Dolmen de Ponsat              | Saint-Georges-la-Pouge        |                                                                        | Classé MH (1929)                      | 46° 00′ 23″ N, 1° 56′ 24″ E                             |              |
| Dolmen de Ceydoux             | Saint-Hilaire-la-Plaine       |                                                                        | détruit                               |                                                         |              |
| Dolmen de Montacartaud        | Saint-Hilaire-le-Château      |                                                                        |                                       | 46° 00′ 01″ N, 1° 54′ 03″ E                             |              |
| Pierre Folle                  | Saint-Marien                  | dolmen incertain                                                       |                                       | disparu                                                 |              |
| Dolmens du Bois de la Faye    | Saint-Maixant                 | 2 dolmens                                                              | détruits                              |                                                         |              |
| Table des Chasseurs           | Saint-Martin-Sainte-Catherine | dolmen autres noms Pierre levée, dolmen de Sauviat, dolmen de Marlhiac |                                       | 45° 55′ 43″ N, 1° 34′ 23″ E                             |              |
| Dolmen du Grand Malibard      | Saint-Maurice-la-Souterraine  | autre nom dolmen de la Bachellerie                                     | ruiné                                 | 46° 12′ 09″ N, 1° 24′ 21″ E                             |              |
| Menhir de la Faye             | Saint-Maurice-la-Souterraine  |                                                                        |                                       | déplacé à Guéret                                        |              |
| Pierre Fade                   | Saint-Maurice-près-Crocq      | dolmen                                                                 |                                       | 45° 51′ 06″ N, 2° 19′ 30″ E                             |              |
| Menhir de la Plage            | Saint-Médard-la-Rochette      |                                                                        |                                       |                                                         |              |
| Dolmens du Mauret             | Saint-Pardoux-d'Arnet         | 2 dolmens                                                              | 1 détruit                             |                                                         |              |
| Pierre Pointue                | Saint-Pardoux-Morterolles     | menhir                                                                 |                                       |                                                         |              |
| Dolmen de Chiroux             | Saint-Pierre-de-Fursac        | autres noms dolmen du Cros, dolmen de Ribbes                           |                                       | 46° 10′ 43″ N, 1° 30′ 58″ E                             |              |
| Menhir de la Rebeyrolle       | Saint-Priest-la-Feuille       |                                                                        | Inscrit MH (1991)                     | 46° 10′ 38″ N, 1° 33′ 19″ E                             |              |
| Menhir de Mazerat             | Saint-Priest-la-Feuille       |                                                                        | détruit                               |                                                         |              |
| Pierre Folle                  | Saint-Priest-la-Feuille       |                                                                        | Inscrit MH (1938)                     | 46° 12′ 23″ N, 1° 32′ 24″ E                             |              |
| Dolmen de Saint-Hilaire       | Saint-Priest-la-Plaine        |                                                                        | Inscrit MH (1990)                     | 46° 13′ 05″ N, 1° 37′ 16″ E                             |              |
| Dolmen de la Gardelle         | Saint-Priest-Palus            |                                                                        | détruit                               |                                                         |              |
| Pierre Fitte                  | Saint-Quentin-la-Chabanne     | autres noms : menhir des Bordes ou Pierre des Folles                   | Inscrit MH (1961)                     | 45° 51′ 45″ N, 2° 08′ 02″ E                             |              |
| Maison des Fades              | Saint-Sulpice-le-Guérétois    | dolmen probable, autre nom dolmen du Champ Douleau                     | détruit                               |                                                         |              |
| Dolmen des Mazeires           | Saint-Victor-en-Marche        |                                                                        | détruit                               |                                                         |              |
| Dolmen du Chezeau             | Saint-Yrieix-les-Bois         |                                                                        |                                       | 46° 06′ 16″ N, 1° 57′ 48″ E                             |              |
| Pierre sous Pèze              | La Serre-Bussière-Vieille     | autre nom Pierre Gingue                                                | Classé MH (1889)                      | 46° 03′ 28″ N, 2° 21′ 30″ E                             |              |
| Menhir du Bois des Garennes   | Vallière                      |                                                                        |                                       | 45° 54′ 08″ N, 2° 02′ 28″ E                             |              |
| Pierre Courbe                 | Vallière                      | menhir                                                                 |                                       | 45° 55′ 50″ N, 2° 04′ 00″ E                             |              |
| Pierre Levée                  | La Villeneuve                 | dolmen                                                                 | ruiné                                 |                                                         |              |